# NGC 5172
NGC 5172 (również PGC 47330 lub UGC 8477) – galaktyka spiralna z poprzeczką (SBbc), znajdująca się w gwiazdozbiorze Warkocza Bereniki. Odkrył ją John Herschel 7 maja 1826 roku.
W galaktyce tej zaobserwowano supernowe SN 1998cc i SN 2001R.